# Google商標

現用商標

從2025年5月12日開始的Google favicon

從2013年9月至2015年9月

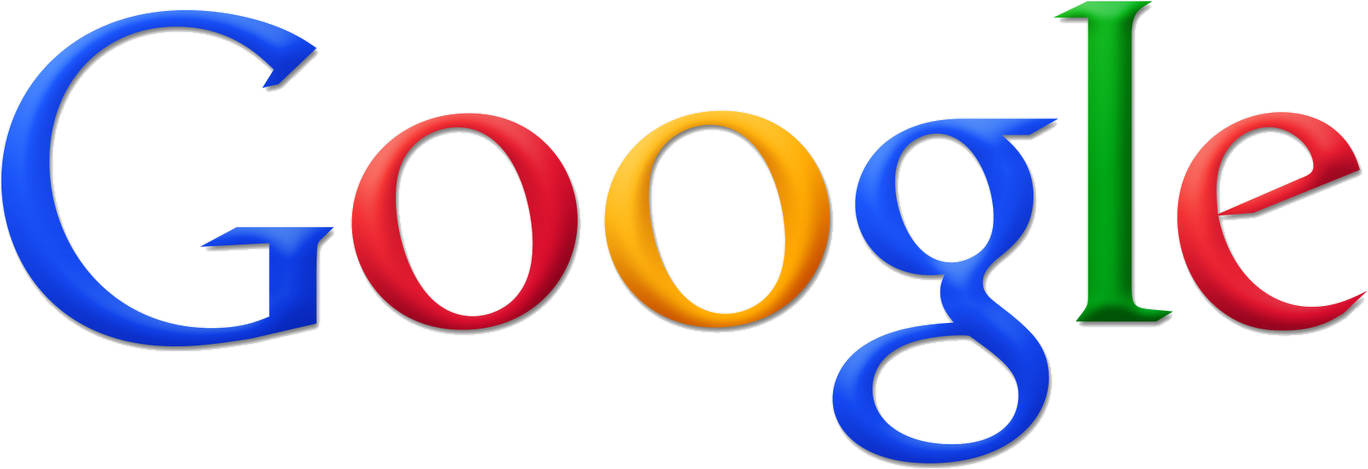
從2010年5月至2013年9月

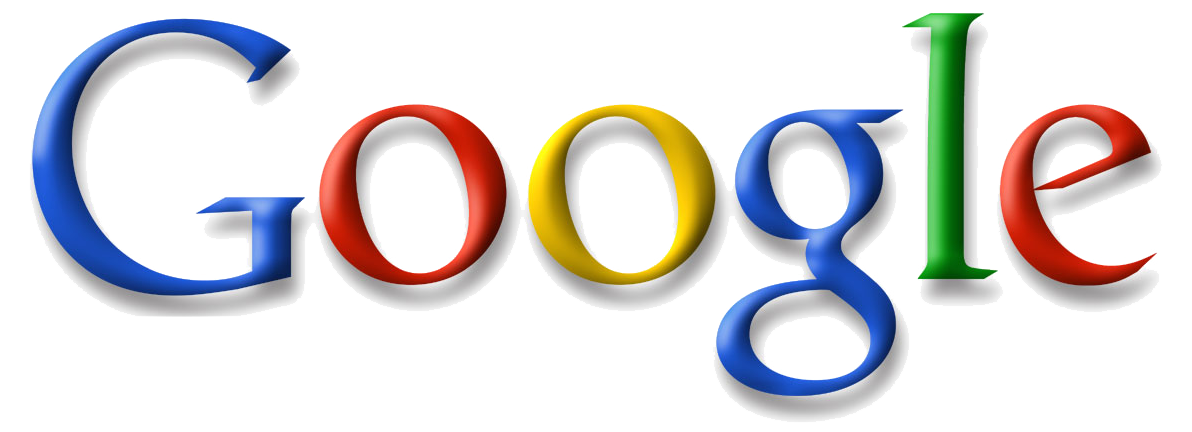
從1999年5月至2010年5月

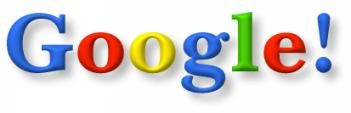
最早的商標

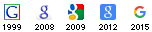
从1999年至2015年的Google favicons

自从由“BackRub”改名以来，Google商标已经使用了数个不同版本。现用Google商标于2015年9月1日发布，字体经过了重新设计，采用了无衬线风格，能够适应智能手机、手表、汽车等多种移动智能终端。之前的商标由露丝·基达设计，使用的是Catull的字体拼写的英文字母Google。在某些特殊的纪念日，如公共假期、著名人物诞辰、大型活动，Google的首页会展示一些为这些事件特别制作的Google徽标，这些logo被称作为Google涂鸦。

## Google商标的历史
在1998年，谢尔盖·布林使用自由软件GIMP设计了Google的第一个商标。这个商标仿照Yahoo!的商标在Google的结尾加上了一个“！”。为了给人以Google不墨守成规的印象，这个商标没有使用某个主色调，而是为每个字母使用了不同的颜色。

## Google涂鸦
Google的第一个涂鸦是在1998年为燃燒人（Google官方網頁翻譯為火人祭）活動设计的。这个徽标是由拉里·佩奇和谢尔盖·布林亲自设计的。此后Google的节日涂鸦都采用设计外包模式。
在点击该徽标之后会链接到该节日主题的搜索页面。有些国家性的傳統節日以及兩國或兩國以上的記念日重疊（如南美洲多數國家獨立國慶為同一日），Google涂鸦只会在该国的版本展示該國的節祝日。
2010年，為慶祝電玩遊戲《吃豆人》誕生30週年，Google首次將涂鸦設計成動態的，仿照《吃豆人》的原始設計，將「Google」融入遊戲內的迷宮，使用者可以在Google頁面玩這個遊戲。
2012年夏天，为了庆祝2012年夏季奥林匹克运动会，Google设计了几个涂鸦游戏，使用者可於Google主页游玩。
2014年2月，俄羅斯索契冬季奧運開幕前夕，Google在搜尋首頁「塗鴉」新圖樣出現彩虹配色，並在各國的Google首頁底下以不同的語言顯示奧林匹克憲章的節錄：「運動是與生俱來的人權。每個人應有機會參與運動，並在經由沒有任何形式歧視，及注重友誼、團結與公平競爭為基礎的奧林匹克精神共識下從事運動。」，被認為是反對俄羅斯的反同性戀宣傳法。

## Doodle 4 Google
Doodle 4 Google是Google举办的一个国际少年绘画大赛，主要面向世界各国的中小学生。这项赛事最初起源于英国。获胜者可以获得Google提供的奖品而且获得金奖的作品将在Google该国首页展示24小时。目前Doodle 4 Google大赛已经分别在美国、英国、澳洲和香港等国家或地区成功举办。